# Rubén Beninca
Rubén Beninca (Bella Unión, departamento de Artigas, Uruguay, 24 de julio de 1966) es un exfutbolista uruguayo. Jugaba de volante ofensivo y su primer equipo fue el Nacional de Uruguay.

## Trayectoria
Rubén Beninca, más conocido como "El Puro" Beninca, inició su carrera futbolística en el Club Nacional de Football de Uruguay. Luego de jugar las divisiones menores, debutó en Primera División en 1984. Fue seleccionado juvenil en el Campeonato Sudamericano Sub-20 jugado en Paraguay en 1985.

En 1988 pasó al Club Sport Emelec de la Serie A de Ecuador, donde logró salir campeón y ser uno de los goleadores del Campeonato con 17 anotaciones. Según él, el gol que más recuerda y además el más recordado por la hinchada, fue con el que Emelec venció a Barcelona en un Clásico del Astillero el 29 de mayo, en la final del cuadrangular amistoso Copa Ciudad de Guayaquil 1988, torneo en el que participaron Peñarol de Uruguay, FC Barcelona de España, Emelec y Barcelona SC de Guayaquil, el motivo del torneo fue la inauguración del Estadio Monumental de Barcelona SC.

Luego de su paso exitoso por Ecuador, fichó por el Recreativo de Huelva de la Segunda División de España.

En 1991 volvió a Ecuador pero esta vez al Deportivo Quito. Al siguiente año reforzó al Defensor Sporting. Luego militó en el River Plate de Uruguay. Las dos siguientes temporadas no fueron buenas tras pasos fugaces por el Deportivo  Mandiyú, Deportivo Español y Gimnasia y Esgrima La Plata.

En 1996 fue contratado nuevamente por Emelec, donde fue subcampeón. Luego de su salida del equipo ecuatoriano, se radicó en Artigas. Desde 1999 hasta el 2003, año en que se retiró, jugó en el Wanderers de dicha ciudad en las Ligas regionales.

## Clubes
| Club                        | País      | Año       |
| --------------------------- | --------- | --------- |
| Nacional                    | Uruguay   | 1984-1987 |
| Emelec                      | Ecuador   | 1988      |
| Recreativo de Huelva        | España    | 1989-1990 |
| Deportivo Quito             | Ecuador   | 1991      |
| Defensor Sporting           | Uruguay   | 1992      |
| River Plate                 | Uruguay   | 1992      |
| Deportivo Mandiyú           | Argentina | 1993      |
| Deportivo Español           | Argentina | 1994      |
| Gimnasia y Esgrima La Plata | Argentina | 1994      |
| Emelec                      | Ecuador   | 1996      |
| Wanderers (Artigas)         | Uruguay   | 1999-2003 |

## Palmarés
| Título             | Club   | País    | Año  |
| ------------------ | ------ | ------- | ---- |
| Serie A de Ecuador | Emelec | Ecuador | 1988 |